# Cornelia Hütter
Cornelia Hütter detta Conny (Graz, 29 ottobre 1992) è una sciatrice alpina austriaca, vincitrice della Coppa del Mondo di discesa libera nel 2024.

## Biografia

### Stagioni 2008-2013
Specialista delle prove veloci nata a Graz e originaria di Kumberg, la Hütter ha iniziato a prendere parte a gare FIS nel dicembre del 2007 e ha esordito in Coppa Europa il 1º marzo 2010 ad Auron in supergigante, senza completare la prova. Ha ottenuto il primo risultato di rilievo in campo internazionale vincendo due medaglie di bronzo, nella discesa libera e nel supergigante, ai Mondiali juniores di Crans-Montana 2011.
In Coppa del Mondo ha esordito il 2 dicembre 2011 a Lake Louise, classificandosi 43ª in discesa libera, mentre in Coppa Europa ha ottenuto il primo podio l'11 gennaio 2012 a Bad Kleinkirchheim in discesa libera (3ª) e la prima vittoria il 12 dicembre dello stesso anno nella discesa libera disputata a Sankt Moritz; alla fine di quella stagione è giunta prima nella classifica di supergigante e seconda in quella di discesa libera della Coppa Europa.

### Stagioni 2014-2025
Ha ottenuto il primo podio in Coppa del Mondo il 21 dicembre 2013 a Val-d'Isère in discesa libera (3ª); ai XXII Giochi olimpici invernali di Soči 2014, sua prima partecipazione olimpica, si è classificata 24ª nella discesa libera. Ha esordito ai Campionati mondiali in occasione della rassegna iridata di Vail/Beaver Creek 2015, dove è stata 15ª nella discesa libera e 4ª nel supergigante.
Il 12 marzo 2016 ha vinto la sua prima gara in Coppa del Mondo, il supergigante disputato a Lenzerheide; ai XXIII Giochi olimpici invernali di Pyeongchang 2018 si è classificata 13ª nella discesa libera e 8ª nel supergigante e ai XXIV di Pechino 2022 si è piazzata 7ª nella discesa libera e 8ª nel supergigante. Ai Mondiali di Courchevel/Méribel 2023 ha vinto la medaglia di bronzo nel supergigante, è stata 4ª nella discesa libera e non ha completato la combinata. Nella stagione 2023-2024 si è aggiudicata la Coppa del Mondo di discesa libera con 26 punti di vantaggio su Lara Gut-Behrami; l'anno dopo ai Mondiali di Saalbach-Hinterglemm 2025 si è classificata 4ª nella discesa libera, 10ª nel supergigante e 6ª nella combinata a squadre e in quella stagione 2024-2025 si è piazzata 2ª nella Coppa del Mondo di discesa libera, superata dalla vincitrice Federica Brigone di 16 punti.

## Palmarès

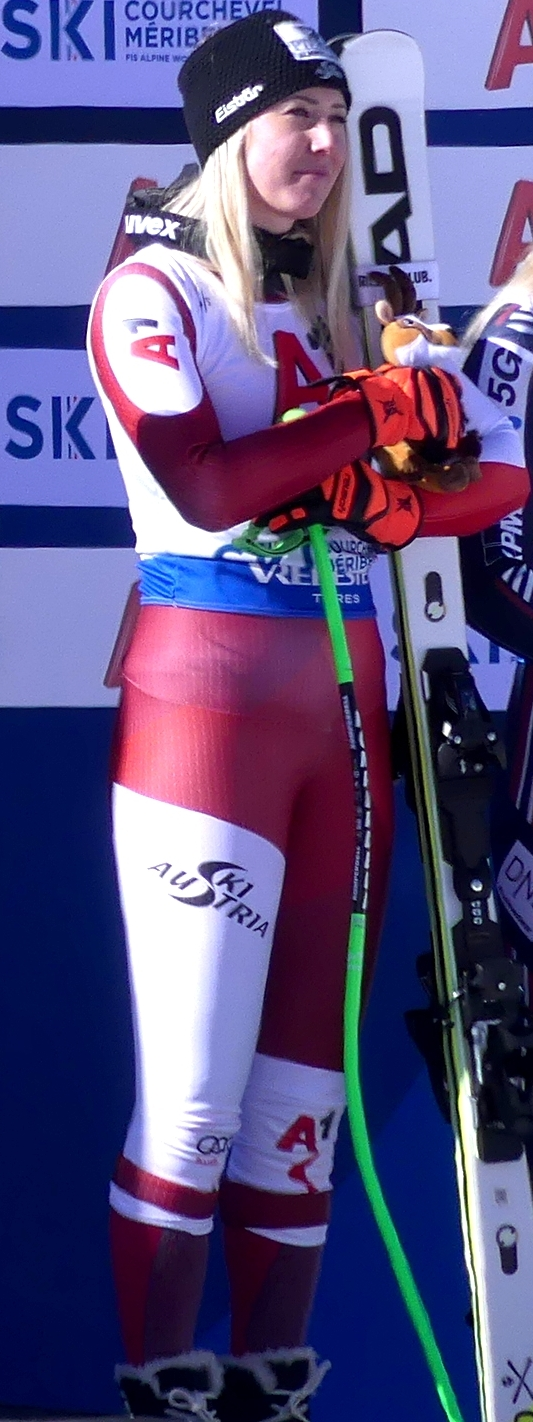
Cornelia Hütter sul podio della gara di supergigante ai Mondiali Courchevel/Méribel 2023

### Mondiali
- 1 medaglia:
  - 1 bronzo (supergigante a Courchevel/Méribel 2023)

### Mondiali juniores
- 2 medaglie:
  - 2 bronzi (discesa libera, supergigante a Crans-Montana 2011)

### Coppa del Mondo
- Miglior piazzamento in classifica generale: 5ª nel 2024
- Vincitrice della Coppa del Mondo di discesa libera nel 2024
- 32 podi:
  - 9 vittorie
  - 10 secondi posti
  - 13 terzi posti

#### Coppa del Mondo - vittorie
| Data             | Località               | Paese       | Specialità |
| ---------------- | ---------------------- | ----------- | ---------- |
| 12 marzo 2016    | Lenzerheide            | Svizzera    | SG         |
| 1º dicembre 2017 | Lake Louise            | Canada      | DH         |
| 30 gennaio 2022  | Garmisch-Partenkirchen | Germania    | SG         |
| 3 marzo 2023     | Kvitfjell              | Norvegia    | SG         |
| 12 gennaio 2024  | Altenmarkt-Zauchensee  | Austria     | SG         |
| 23 marzo 2024    | Saalbach-Hinterglemm   | Austria     | DH         |
| 14 dicembre 2024 | Beaver Creek           | Stati Uniti | DH         |
| 21 dicembre 2024 | Sankt Moritz           | Svizzera    | SG         |
| 28 febbraio 2025 | Kvitfjell              | Norvegia    | DH         |

Legenda:

DH = discesa libera

SG = supergigante

### Coppa Europa
- Miglior piazzamento in classifica generale: 6ª nel 2013
- Vincitrice della classifica di supergigante nel 2013
- 6 podi:
  - 1 vittoria
  - 3 secondi posti
  - 2 terzi posti

#### Coppa Europa - vittorie
| Data             | Località     | Paese    | Specialità |
| ---------------- | ------------ | -------- | ---------- |
| 12 dicembre 2012 | Sankt Moritz | Svizzera | DH         |

Legenda:

DH = discesa libera

SG = supergigante

### Campionati austriaci
- 4 medaglie[2]:
  - 1 oro (supergigante nel 2025)
  - 1 argento (supergigante nel 2013)
  - 2 bronzi (discesa libera nel 2013; supergigante nel 2014)

### Campionati austriaci juniores
- 4 medaglie[2]:
  - 3 argenti (supergigante nel 2008; discesa libera nel 2010; discesa libera nel 2012)
  - 1 bronzo (discesa libera nel 2008)

## Statistiche

### Podi in Coppa del Mondo
| Stagione/Specialità | Discesa libera | Discesa libera | Discesa libera | Supergigante | Supergigante | Supergigante | Podi totali |
| ------------------- | -------------- | -------------- | -------------- | ------------ | ------------ | ------------ | ----------- |
| Stagione/Specialità | 1º             | 2º             | 3º             | 1º           | 2º           | 3º           | Podi totali |
| 2012                |                |                |                |              |              |              | 0           |
| 2013                |                |                |                |              |              |              | 0           |
| 2014                |                |                | 1              |              |              |              | 1           |
| 2015                |                |                |                |              |              |              | 0           |
| 2016                |                | 2              | 2              | 1            |              | 3            | 8           |
| 2017                |                | 1              |                |              |              |              | 1           |
| 2018                | 1              |                | 1              |              |              | 1            | 3           |
| 2019                |                | 1              |                |              |              |              | 1           |
| 2020                |                |                |                |              |              |              | 0           |
| 2021                |                |                |                |              |              |              | 0           |
| 2022                |                |                | 2              | 1            |              |              | 3           |
| 2023                |                |                | 1              | 1            | 2            |              | 4           |
| 2024                | 1              | 1              | 1              | 1            | 3            |              | 7           |
| 2025                | 2              |                | 1              | 1            |              |              | 4           |
| Totale              | 4              | 5              | 9              | 5            | 5            | 4            | 32          |
| Totale              | 18             | 18             | 18             | 14           | 14           | 14           | 32          |